# 湘南藤沢徳洲会病院
湘南藤沢徳洲会病院（しょうなんふじさわとくしゅうかいびょういん）は、神奈川県藤沢市にある私立の総合病院である。

## 概要
茅ヶ崎徳洲会総合病院の名称で、神奈川県茅ヶ崎市に1980年6月、徳洲会グループ病院として全国8番目に東日本で初めて開業し、2012年10月1日に茅ヶ崎市から東日本旅客鉄道辻堂駅前の再開発地区湘南C-Xへ新築移転して名称を改め開業した。旧茅ヶ崎徳洲会総合病院時代は日本でのACLS発祥としても知られる。
旧茅ヶ崎徳洲会総合病院は施設老朽化に伴い取り壊して132床の新病院に建替え、2015年5月1日に開業した。なお新病院完成まで旧茅ヶ崎病院残存施設を用い茅ヶ崎徳洲会クリニックとして診療を行った。

## 沿革
- 1980年6月 - 茅ヶ崎徳洲会総合病院として、徳洲会8番目の病院として開院。東日本としては初。
- 2012年10月1日 - 湘南藤沢徳洲会病院として新築移転し、開業。

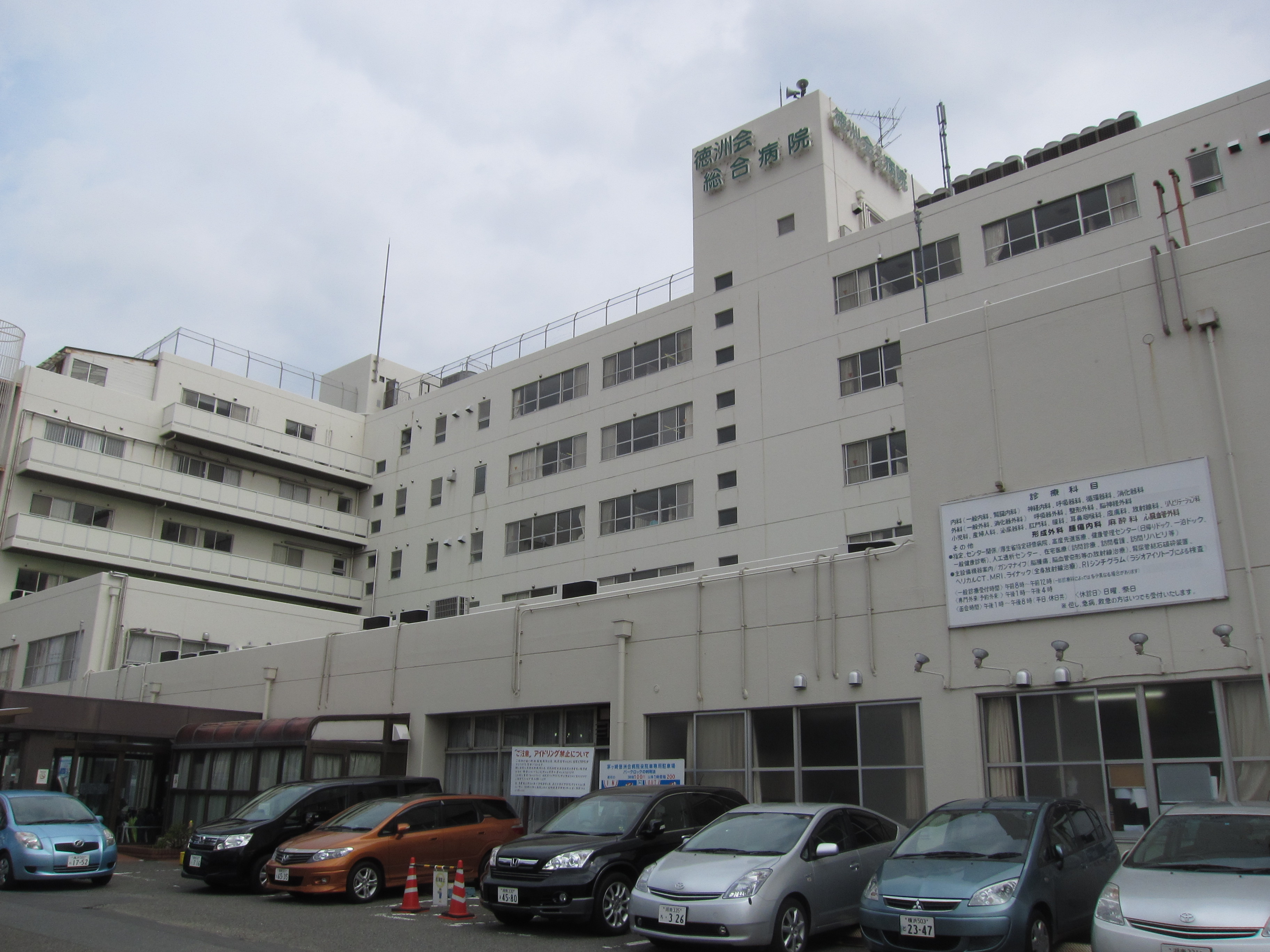
旧茅ヶ崎徳洲会総合病院

## 診療科

### 内科系
- 総合内科
- 呼吸器内科
- 循環器内科
- 消化器内科
- 胆肝膵・消化器病センター
- 内分泌・糖尿病内科
- 腎臓病センター（腎臓内科）
- 神経内科
- リウマチ科

### 外科系
- 外科学
- 整形外科（一般・股関節）
- 脊椎センター・脊柱側彎症センター
- 形成外科・美容外科
- 心臓血管外科
- 脳神経外科
- 脳血管外科
- 皮膚科
- 泌尿器科
- 小児外科
- 眼科
- 耳鼻咽喉科

### その他
- 小児科
- 産科・婦人科学
- 救急センター（ER）
- 麻酔科
- 高精密度放射線治療センター
- 病理診断科

## 代表者
- 徳洲会理事長：東上 震一
- 院長：髙力 俊策（外科）

## 交通機関
- 東日本旅客鉄道 東海道線(上野東京ライン・湘南新宿ライン)・辻堂駅北口
  - 辻堂駅北口ロータリーよりシャトルバスを運行。